# Transparente Ao Vivo
Transparente Ao Vivo é o primeiro álbum ao vivo da cantora brasileira de música pop Wanessa Camargo, lançado em 18 de abril de 2004 pela BMG. 
O álbum teve apenas quatro canções inéditas, das quais duas foram lançadas como singles. Em 2011, foi certificado como disco de ouro pela Associação Brasileira de Produtores de Discos. O álbum vendeu mais de 100 mil cópias no Brasil. Wanessa conseguiu autorização da cantora Madonna para gravar um medley com as músicas dela para o disco.

## Desenvolvimento
As 13 primeiras faixas do CD foram retiradas do show inaugural da turnê de mesmo nome. O DVD foi dirigido por Marlene Mattos e foi gravado nos dias 20 e 21 de setembro, no Claro Hall, no Rio de Janeiro, em 2003. Por alguma razão até hoje não explicada, a letra da música "Metade de Mim" foi substituída no encarte do CD por outra música desconhecida, apesar da reclamação dos fãs o erro nunca foi corrigido permanecendo em todas as tiragens do CD. O material foi lançado em CD, DVD e KIT (CD+DVD), porém atualmente todos encontram-se fora de catálogo, sendo considerados itens raros pelos fãs. 

## Recepção
Me Engana Que Eu Gosto aparece em 30 entre as 100 músicas mais tocadas das rádios de 2004, enquanto que Metade de Mim aparece em 78 entre as 100 mais tocadas do mesmo ano.<ref>«Mais Tocadas 2004». Mais Tocadas. Mais Tocadas. 24 de maio de 2004. Consultado em 12 de setembro de 2015

## Lista de Faixas
| Transparente Ao Vivo – DVD |                                                        |                                                                                   |         |  |
| N.º                        | Título                                                 | Compositor(es)                                                                    | Duração |  |
| 1.                         | "Tanta Saudade" ("Heaven Came Down")                   | Jason Deere Bonnie Baker Kellie Coffey Dudu Falcão (versão)                       | 3:32    |  |
| 2.                         | "Me Engana que Eu Gosto" ("Miénteme")                  | Bernardo Ossa Ximena Muñoz José Gaviria César Lemos (versão)                      | 3:16    |  |
| 3.                         | "Paga pra Ver (Tô Pagando pra Ver)" ("Quiero Tu Amor") | Álvaro Socci Pablo Durand Fernando Lopez Rossi                                    | 3:59    |  |
| 4.                         | "Enfeitiçada" ("Que Me Pasa?")                         | Ramatis Moraes Lemos Karla Aponte                                                 | 2:49    |  |
| 5.                         | "Eu Quero Ser o Seu Amor"                              | Lemos Aponte                                                                      | 3:04    |  |
| 6.                         | "Gostar de Mim" ("Never Goin' That Way Again")         | Deere Marie Wilson Falcão (versão)                                                | 4:01    |  |
| 7.                         | "Como Dizer ao Coração"                                | Lemos Aponte                                                                      | 3:53    |  |
| 8.                         | "Eu Posso Te Sentir" ("Breathe")                       | Holly Lamar Stephanie Bentley Falcão (versão)                                     | 4:07    |  |
| 9.                         | "Sem Querer"                                           | Deere Lemos Jamie Richard                                                         | 3:25    |  |
| 10.                        | "O Amor Não Deixa" ("Love Won't Let Me")               | Deere Franne Golde Kasey Livingston Lemos (versão)                                | 3:43    |  |
| 11.                        | "Like a Virgin" / "Holiday" / "Music" (Medley Madonna) | Tom Kelly Billy Steinberg / Curtis Hudson Lisa Stevens / Madonna Mirwais Ahmadzaï | 4:24    |  |
| 12.                        | "Sou Mais Eu (Quero Ser + Eu)"                         | JG Feio                                                                           | 2:54    |  |
| 13.                        | "Filme de Amor"                                        | Carlos Colla Zé Henrique Sérgio Knust Marcelão                                    | 3:52    |  |
| 14.                        | "Um Dia... Meu Primeiro Amor" ("My Sweet Someday")     | Deere Natalee Falk Alexa Falk Falcão (versão)                                     | 3:41    |  |
| 15.                        | "Apaixonada por Você"                                  | Juno Zezé Di Camargo                                                              | 3:26    |  |
| Duração total:             | Duração total:                                         | Duração total:                                                                    | 54:06   |  |

| Transparente Ao Vivo – CD |                                                        |                                                              |         |  |
| N.º                       | Título                                                 | Compositor(es)                                               | Duração |  |
| 1.                        | "Tanta Saudade" ("Heaven Came Down")                   | Jason Deere Bonnie Baker Kellie Coffey Dudu Falcão (versão)  | 3:35    |  |
| 2.                        | "Me Engana que Eu Gosto" ("Miénteme")                  | Bernardo Ossa Ximena Muñoz José Gaviria César Lemos (versão) | 3:27    |  |
| 3.                        | "Paga pra Ver (Tô Pagando pra Ver)" ("Quiero Tu Amor") | Álvaro Socci Pablo Durand Fernando Lopez Rossi               | 4:03    |  |
| 4.                        | "Enfeitiçada" ("Que Me Pasa?")                         | Ramatis Moraes Lemos Karla Aponte                            | 2:56    |  |
| 5.                        | "Eu Quero Ser o Seu Amor"                              | Lemos Aponte                                                 | 3:22    |  |
| 6.                        | "Como Dizer ao Coração"                                | Lemos Aponte                                                 | 3:55    |  |
| 7.                        | "Eu Posso Te Sentir" ("Breathe")                       | Holly Lamar Stephanie Bentley Falcão (versão)                | 4:08    |  |
| 8.                        | "Sem Querer"                                           | Deere Lemos Jamie Richard                                    | 3:29    |  |
| 9.                        | "O Amor Não Deixa" ("Love Won't Let Me")               | Deere Franne Golde Kasey Livingston Lemos (versão)           | 3:47    |  |
| 10.                       | "Sou Mais Eu"                                          | JG Feio                                                      | 3:00    |  |
| 11.                       | "Filme de Amor"                                        | Carlos Colla Zé Henrique Sérgio Knust Marcelão               | 3:54    |  |
| 12.                       | "Um Dia... Meu Primeiro Amor" ("My Sweet Someday")     | Deere Natalee Falk Alexa Falk Falcão (versão)                | 3:54    |  |
| 13.                       | "Apaixonada por Você"                                  | Juno Zezé Di Camargo                                         | 4:12    |  |
| 14.                       | "Difícil É Controlar a Paixão" (Faixa bônus)           | Lemos Silvio Richetto                                        | 3:44    |  |
| 15.                       | "Metade de Mim" ("Hard To Let Go") (Faixa bônus)       | Deere A. Falk N. Falk Colla (versão)                         | 3:49    |  |
| Duração total:            | Duração total:                                         | Duração total:                                               | 55:22   |  |